# Fieldbus
Fieldbus (vyslov fíldbas) je označení pro rodinu komunikačních protokolů pro průmyslovou aplikaci, od roku 1999 normalizovaných ve standardu IEC 61158. Výraz fieldbus by se zhruba dal přeložit jako sběrnice pro nasazení v terénu, nebo aplikační sběrnice.
Sítě typu fieldbus většinou slouží k propojení různých senzorů a akčních členů s řídícími jednotkami. Protože mnoho jednotek může sdílet stejnou komunikační linku, toto sdílení linky (tj. kdo co kdy vysílá) musí být zajištěno komunikačním protokolem. Na rozdíl od běžných "kancelářských" komunikačních sítí jako je např. ethernet jsou sítě typu fieldbus určeny pro řízení a sledování procesů v reálném čase, důraz je kladen na odolnost proti rušení a deterministické chování.
Použití sítí typu fieldbus se začalo rozšiřovat po roce 1980, kdy začaly nahrazovat připojování různých binárních signálů a analogových signálů pomocí vyhražených analogových vedení. V současnosti se používá mnoho různých fieldbusových systémů.
| Rodina | Verze   | Název                        |
| ------ | ------- | ---------------------------- |
| CPF1   |         | FOUNDATION Fieldbus (FF)     |
|        | CPF1/1  | FF-H1 (Low Speed)            |
|        | CPF1/2  | FF-HSE (High Speed Ethernet) |
|        | CPF1/3  | FF-H2 (High Speed)           |
| CPF2   |         | ControlNet                   |
|        | CPF2/1  | ControlNet                   |
|        | CPF2/2  | Ethernet/IP                  |
|        | CPF2/3  | DeviceNet                    |
| CPF3   |         | PROFIBUS                     |
|        | CPF3/1  | PROFIBUS-DP                  |
|        | CPF3/2  | PROFIBUS-PA                  |
|        | CPF3/3  | PROFINET CBA                 |
|        | CPF3/4  | PROFINET IO Klasse A         |
|        | CPF3/5  | PROFINET IO Klasse B         |
|        | CPF3/6  | PROFINET IO Klasse C         |
| CPF4   |         | P-NET                        |
| CPF5   |         | WorldFIP                     |
| CPF6   |         | INTERBUS                     |
| CPF7   |         | SwiftNet                     |
| CPF8   |         | CC-Link                      |
| CPF9   |         | HART                         |
| CPF10  |         | VNET/IP                      |
| CPF11  |         | TCnet                        |
| CPF12  |         | EtherCAT                     |
| CPF13  |         | ETHERNET Powerlink           |
| CPF14  |         | EPA                          |
| CPF15  |         | Modbus                       |
|        | CPF15/1 | MODBUS-TCP                   |
|        | CPF15/2 | RTPS                         |
| CPF16  |         | SERCOS                       |
|        | CPF16/1 | SERCOS I                     |
|        | CPF16/2 | SERCOS II                    |
|        | CPF16/3 | SERCOS III                   |